# Лоран Праде
Лоран Праде (фр. Laurent Prades; нар. 19 липня 1968) — колишній французький тенісист.
Найвищу одиночну позицію світового рейтингу — 180 місце досяг 6 липня 1992, парну — 341 місце — 20 серпня 1990 року.
Найвищим досягненням на турнірах Великого шолома було 2 коло в одиночному розряді.

## Титули на челленджерах

### Одиночний розряд: (1)
| Ранг | Рік  | Турнір            | Покриття | Суперник       | Рахунок       |
| ---- | ---- | ----------------- | -------- | -------------- | ------------- |
| 1.   | 1991 | Грамаду, Бразилія | Тверде   | Фернандо Роезе | 7–5, 6–7, 6–4 |